# Armando Valentin Chiamulera
Armando Valentin Chiamulera (Bento Gonçalves, 14 de fevereiro de 1915 — Curitiba, 9  de outubro de 2002) foi um dos fundadores da cidade de Nova Londrina, no Paraná, que teve sua colonização iniciada em 20 de outubro de 1952, por meio da Companhia Imobiliária Nova Londrina juntamente com Silvestre Dresch, Leopoldo Lauro Bender, Salim Zaidan e Ewaldir Bordim.
Era filho de imigrantes italianos oriundos da Chiamulera, na região de Valle di Cadore, na Itália. Nasceu no distrito de Faria Lemos, em Bento Gonçalves, no Rio Grande do Sul e faleceu na cidade de Curitiba, no Paraná. A Biblioteca Cidadã em Nova Londrina, inaugurada no dia 16 de setembro de 2011, recebeu o nome de Biblioteca Armando Valentin Chiamulera em sua homenagem.

## Ascendência
Armando Valentin Chiamulera era o quinto filho, entre dez, de Angelo Gio Batta Chiamulera e Valentina Dalla Coleta. Seu pai, Angelo, veio ainda criança para o Brasil e com sua família, se instalou na Vila de Faria Lemos, próximo à cidade de Bento Gonçalves . De acordo com o estudo genealógico realizado pelo Pe. Silvino A. Chiamolera, Angelo Gio Batta  "chegou no Brasil com 5 anos e meio de idade. Dotado de muita inteligência e grande força de vontade fez seus estudos fundamentais na Vila de Faria Lemos e ainda adolescentes ia três vezes por semana, a noite, para Bento Gonçalves, continuar seus estudos. Chegou com isso a conseguir o alto grau, na época, de ser nomeado Professor Federal" .  O nome Chiamulera ou Chiamolera, redigido com "O" se trata da mesma família, todos descendentes de dois irmãos, Alessandro e Zaccaria, que chegaram ao Brasil no ano de 1879  . 
A Escola de Ensino Fundamental de Faria Lemos é denominada "Escola Angelo Chiamolera" em sua homenagem .

## Descendência
Armando Valentin Chiamulera foi casado com Vitória Brancher Chiamulera e tiveram também dez filhos: Valentina, Antônio Carlos, Rosa Maria, Ângelo Serafim, Armando, Napoleão Augusto, Odorico José, Ivan, Salete Maria e Pedro Paulo Chiamulera . Seus filhos, Armando e Ivan Chiamulera foram  vereadores da cidade de  Nova Londrina.